# Glocknerwand
Die Glocknerwand ist ein laut Literatur 3721 Meter, laut österreichischem Bundesamt für Eich- und Vermessungswesen 3722 Meter hoher Berg in der Glocknergruppe in den Zentralalpen im mittleren Teil der Hohen Tauern. Vom benachbarten Großglockner ist sie durch die Untere Glocknerscharte (3596 m ü. A.) getrennt. Der Berg liegt auf der Grenze zwischen Osttirol und Kärnten.
Die Glocknerwand ist ein massiver, fächerförmiger Berg, der nach Südwesten und Nordosten sehr steile, über 400 Meter hohe Wände aufweist. Der Gipfelbereich ist mit mächtigen Schneewechten bedeckt, die eine Besteigung gefährlich und unberechenbar machen. Die Türme der Glocknerwand gelten daher als die am schwierigsten zu besteigenden Gipfel der gesamten Glocknergruppe.

## Besteigungsgeschichte
Ein erster Besteigungsversuch der Glocknerwand wurde am 25. September 1869 von dem deutschen Alpinisten Karl Hofmann und den beiden Bergführern Michael Groder und Josef Kerer unternommen. Die Gruppe erreichte unter schwierigen Verhältnissen aber nicht den höchsten Punkt, sondern gelangte in dichtem Nebel nur auf eine 3711 Meter hohe Turmspitze. Diese wurde aufgrund eines Beschlusses des Alpenvereins von 31. Januar 1871, ihm zu Ehren, Hofmannspitze genannt. Auch alle anderen Türme tragen die Namen ihrer Bezwinger.
Erst am 3. September 1872 gelang es auch den höchsten Gratturm zu besteigen. Die Bergführer Josef Kerer und Peter Groder brachten den Wiener Alpinisten Josef Pöschl auf den 3721 Meter hohen Zweiten Gipfelgratturm, der später entsprechend dann Pöschlturm genannt wurde. Weitere Besteigungsversuche folgten, manche sind aber auch gescheitert wie die Bergfahrt vom 26. Juni 1886, als Alfred Markgraf Pallavicini und A. Crommelin mit den beiden Führern Christian Ranggetiner und E. Rubesoier tödlich verunglückten, als ein großer Teil der Schneewechte am Gipfel der Hofmannspitze herabstürzte und die Bergsteiger mitriss. Die erste Alleinbegehung der Glocknerwand, ohne Bergführer, gelang im August 1891 Ludwig Kohn aus Wien.

## Umgebung

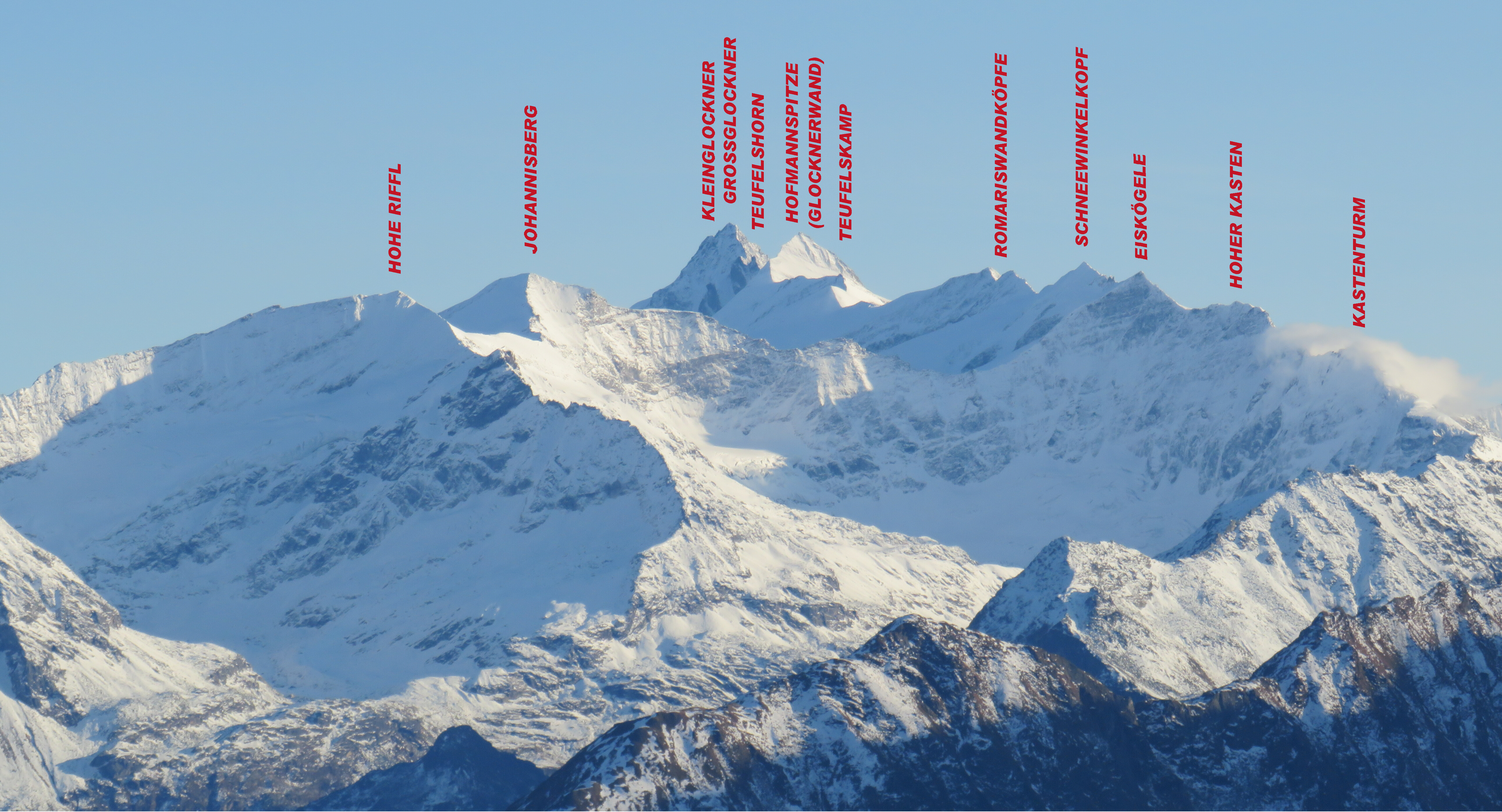
Lage der Glocknerwand im Tauernhauptkamm bzw. dem Glocknerkamm gesehen von Nordwesten, mittig vorne das Ödenwinkelkees, links Oberes Rifflkees, Unteres Rifflkees und Rifflkarkees

Gegenüber ihrem südöstlichen Nachbarn, dem mit 3798 Meter höchsten Berg Österreichs, dem Großglockner, wirkt die Glocknerwand durch ihre gewaltige Masse durchaus gleichberechtigt. Auf dem Kartenbild erscheint sie zwar nur als Fortsetzung des Großglockner-Nordwestgrats, ist aber von ihm durch die tief eingeschnittene Untere Glocknerscharte auf 3589 Metern Höhe gelegen, deutlich getrennt.
Im Nordosten und Südwesten der Wand liegen ausgedehnte Gletscherflächen. Im Nordosten erstreckt sich bis zu einer Höhe von 3300 Metern das Glocknerkees, das ein Teil der Pasterze, dem größten Gletscher Österreichs, ist. Im Südwesten liegt das Teischnitzkees, das durch den Luisengrat begrenzt wird, der südlichen Fortsetzung des auf den Großglockner führenden Stüdlgrats.
Benachbarte Berge sind im Nordwesten Teufelskamp (3511 m) und Romariswandkopf (3511 m). Nächste dauerhaft bewohnte Siedlungen sind im Südwesten das in 9 Kilometern Luftlinie entfernte Großdorf im Tiroler Kalser Tal und das 12 Kilometer östlich gelegene Winkl bei Heiligenblut in Kärnten.

## Die sieben Grattürme
Höhenangaben nach der topografischen Alpenvereinskarte 1:25.000, die Türme tragen die Namen ihrer Erstbesteiger. Auflistung von Nordwest nach Südost, also in Richtung Großglockner:
- 1. Gipfelgratturm, genannt Nordwestgipfel (Hofmannspitze), 3711 m (abweichend davon 3721 m[3])
- 2. G., gen. Pöschlturm, 3721 m
- 3. G., gen. Gerinturm, 3718 m
- 4. G., gen. Draschturm, 3716 m
- 5. G., gen. Weitzenböckturm, 3710 m
- 6. G., gen. Unbenannter Turm (Peterkaturm), 3715 m. Dieser Turm ist nicht nach dem Erstbesteiger benannt, sondern nach Hubert Peterka, dem Erschließer der Glocknergruppe.[3]
- 7. G., gen. Südostgipfel (Hörtnaglturm), 3719 m

## Stützpunkte, Übergänge und Routen

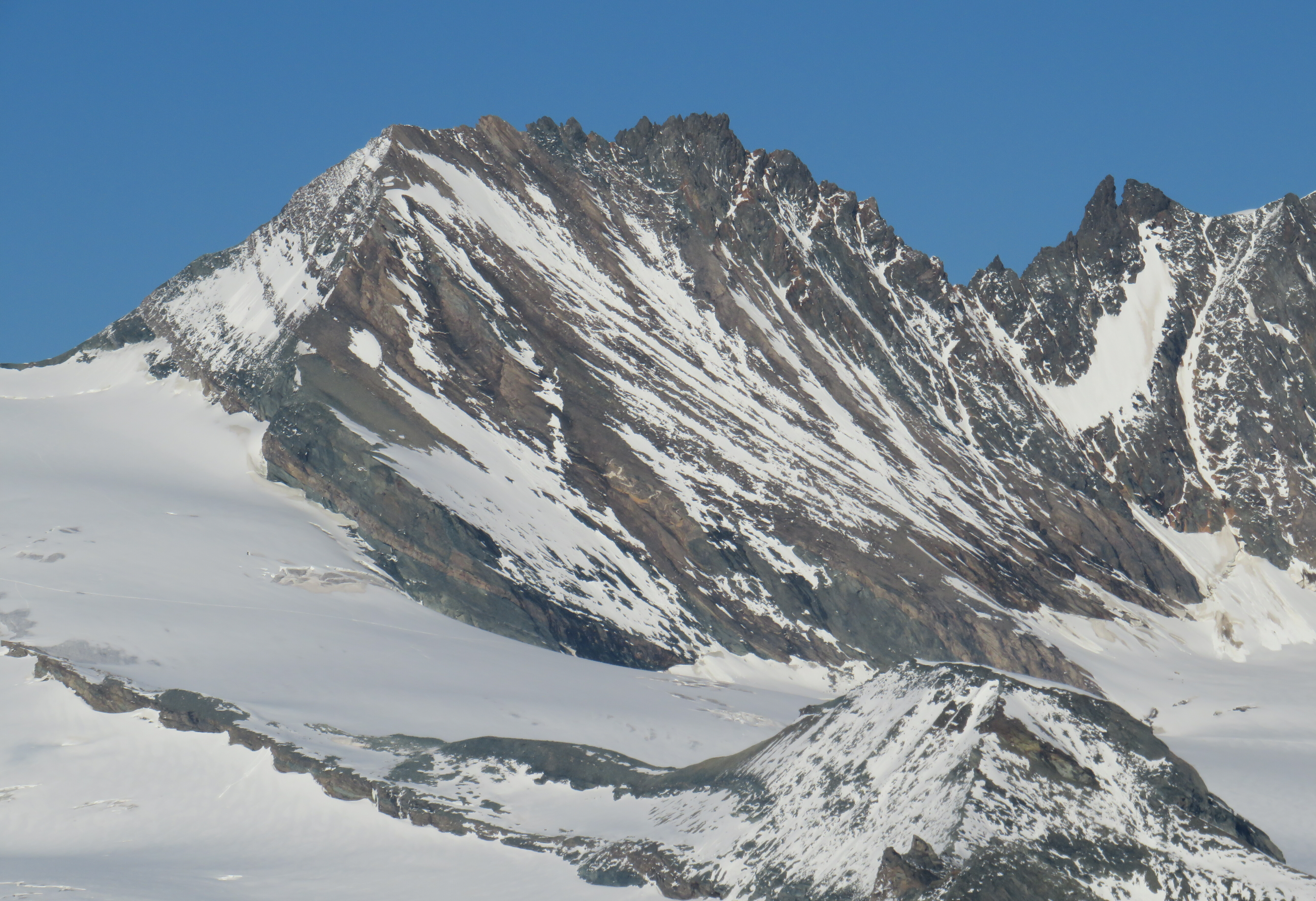
Glocknerwand mit den einzelnen Türmen, untere Glocknerscharte, Teufelshorn, Glocknerhorn (von links nach rechts, annotiert), davor das Teischnitzkees und der Gramul

Der Weg der Erstbesteiger von 1869 begann an der südlich gelegenen gerade neu gebauten Stüdlhütte auf 2802 Metern Höhe und führte über das Teischnitzkees. Am Teufelskamp betrat man die Glocknerwand und stieg über 52° geneigtes Blankeis auf der Nordostseite mittels Stufenschlagen mit dem Eispickel hinauf. Die Gehzeit betrug etwa vier Stunden.
Die Glocknerwand ist nur als Hochtour mit entsprechender Ausrüstung und Gletschererfahrung zu besteigen. Als Stützpunkt dient auch heute noch die Stüdlhütte. Der Normalweg (leichtester Anstieg) führt von der Hütte aus in nördlicher Richtung hinauf zur sogenannten Schere an der Gletscherzunge des Teischnitzkess, dann westlich unterhalb des Luisengrats entlang bis in Höhe der Luisenscharte und weiter in nordnordwestlicher Richtung zum Wandfuß der Glocknerwand und über die Südflanke hinauf zur Hofmannspitze über den sogenannten Linken- oder Mittleren Anstieg in mäßig schwieriger Kletterei im, laut Literatur, UIAA-Schwierigkeitsgrad II zum Gipfel in einer Gehzeit von etwa drei Stunden von der Hütte. Auf 3260 Metern Höhe, am Nordrand des Glocknerkees befindet sich unterhalb des Glocknerwandkamps das Glockner-Biwak mit sechs Notlagern, die sich als Stützpunkt für Touren durch die Nordostwand eignet.
Die Überschreitung aller sieben Türme hinüber zum Großglockner gehört zu den anspruchsvollsten Unternehmungen der gesamten Ostalpen. Je nach Verhältnissen erfordert diese Gratwanderung Kletterfähigkeiten im UIAA-Grad III bis IV+, im Abstieg 120 Höhenmeter, im Aufstieg 200 m, mit Abseilstellen und einer Gehzeit von 5 bis 8 Stunden.